# Harry Stockwell
Pour les articles homonymes, voir Stockwell (homonymie).
Harry Stockwell, né le 27 avril 1902 à Kansas City dans le Missouri et mort le 19 juillet 1984 à New York, est un acteur et chanteur américain.
Il prête sa voix au Prince Charmant (Prince Fernand) de la version originale de Blanche-Neige et les Sept Nains.
Il a épousé l'actrice Nina Olivette (en) et est le père des acteurs Dean Stockwell et Guy Stockwell.